# برون‌ریزش هیجان
در روان‌کاوی، فرایند تخلیهٔ تنش هیجانی یا اضطرابی که از راه باز پیدایی تجربه تنش‌زا در گفتار یا کردار یا هر دو پدید می‌آید را برون‌ریزش هیجان یا به اختصار برون‌ریزش می‌گویند.
تخلیه انرژی روانی، از طریق به یادآوردن وقایع دردناک، به نظر روان‌کاوان، فواید مهم درمانی دارد. در نظریه روانکاوی، این فرایند به مثابهٔ از پوشش درآوردن و تسکین دادن تعارض‌های آسیب‌زای اولیه است.
افرادی که در پی روان‌درمانی برمی‌آیند معمولاً از نظر هیجانی در حال تحریک هستند و تمام انواع روان‌درمانی، مجالی برای تخلیه هیجانات به وجود می‌آورند. برخی از هیجانات به کندی و برخی دیگر به سرعت تخلیه می‌شوند که برون‌ریزش همان تخلیه سریع این هیجانات است.